# Мессьє 59
Мессьє 59 (М59, інші позначення -NGC 4621,UGC 7858,MCG 2-32-183, ZWG 70.223, VCC 1903, PGC 42628) — еліптична галактика у сузір'ї Діви.
Була класифікована Габблом як зразок галактики E5.
Цей об'єкт входить у число перерахованих в оригінальній редакції нового загального каталогу.

## Відкриття
Відкривачем цього об'єкта є Йоганом Кохлером, який вперше спостерігав за об'єктом 11 квітня 1779.

## Спостереження

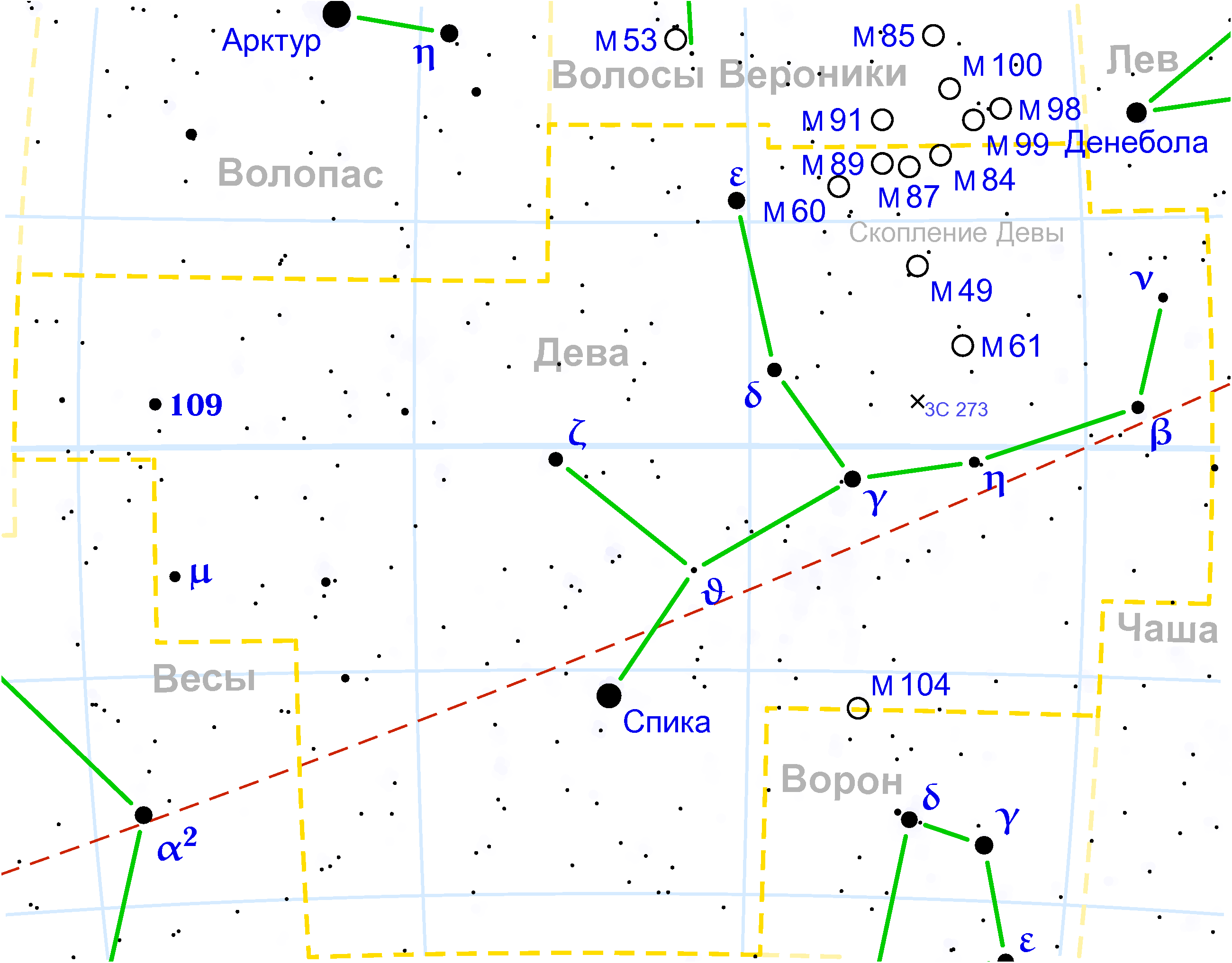
M59 в сузір'ї Діви

Ця еліптична галактика — один з найяскравіших членів знаменитого скупчення галактик в Діві. У невеликій аматорський телескоп вона видна по сусідству з M60 як сильно витягнутий дифузний овал з розмитими краями. Весняної ночі її неважко знайти приблизно в півтора градусах на північ від ρ Діви на схід від центру скупчення.
У аматорський телескоп середньої апертури 200—250 мм можна помітити сильну концентрацію яскравості до центру. На північній периферії галактики лежить неяскрава (12m) зірка переднього плану. У 20 кутових хвилинах на північний захід, можна розрізнити кілька тьмяних (12-13m) спіральних галактик видимих майже з ребра NGC 4606/ NGC 4607.

### Сусіди по небу з каталогу Мессьє
- M60 — (в 20 кутових хвилинах на схід) еліптична галактика в парі зі спіральним NGC 4647;
- M58 — (у градусі на захід) помірно яскрава галактика;
- M89 і M90 — (трохи далі на північний захід) неяскраві еліптична і спіральна галактики;
- M49 — (на північний захід) гігантська галактика, найяскравіша в скупченні

### Послідовність спостереження в «Марафоні Мессьє»
… М85 → М60 →М59 → М58 → М89 …

## Навігатори
Координати:  12г 42м 02.3с, +11° 38′ 49″

| ◄ NGC 4617 \| NGC 4618 \| NGC 4619 \| NGC 4620 \| NGC 4621 \| NGC 4622 \| NGC 4622A \| NGC 4622B \| NGC 4623 ► |